# 颱風雷馬遜 (2002年)
颱風威馬遜（英語：Typhoon Rammasun），在菲律賓被稱為颱風弗洛里塔（英語：Typhoon Florita），是2002年7月在菲律賓造成強降雨和致命水災的四場颱風中的首個。威馬遜是2002年太平洋颱風季的第五個熱帶氣旋，它與颱風查特安大約在同一時間形成，形成位置只是在其西方。風暴向西北移動並靠近臺灣，並在7月2日達到風力時速155公里的最高強度。威馬遜轉向北移動，掠過臺灣和中華人民共和國以東海域。在台灣，外圍雨帶帶來的降雨令乾旱情況有所緩解。在中華人民共和國，在之前的潮濕天氣後又出現降雨，帶來更多水災，儘管損失程度低於預期； 一個省份的農作物和漁業損失約為8,500萬美元。
在影響臺灣和中華人民共和國後，由於一道低壓槽逼近，颱風開始減弱並轉向東北方。它橫過日本宮古島，並為沖繩縣帶來強風。島上約有10,000所房屋停電，巨浪導致兩名水手喪生。在日本列島，農作物受輕微損毀，另有一人重傷。在減弱為熱帶風暴後，威馬遜掠過大韓民國濟州島以西近海，一人因巨浪而喪生。風暴橫過該國，造成另外3人死亡，並造成950萬美元的損失。高降雨量還影響朝鮮民主主義人民共和國和俄羅斯遠東地區的滨海边疆区。

## 氣象歷史
接近6月底，季风槽延伸至赤道以北的北太平洋西部，產生出兩個熱帶擾動。最東邊的一個最終發展成颱風查特安，而西邊的擾動持續發展出相關的對流區，並移到帛琉以東海域。在风切变逐漸減弱後，系統逐漸組織起來並形成一弱環流。6月28日早上，日本氣象廳（JMA）將位於密克羅尼西亞聯邦雅浦島附近的系統歸類為熱帶低氣壓。與此同時，菲律賓大氣地球物理和天文服務管理局（PAGASA）該系統認定為熱帶低氣壓弗洛里塔。幾個小時後，聯合颱風警報中心（JTWC）開始針對第九號熱帶低氣壓發佈公告。
低氣壓形成後，受到東北方的高壓脊影響，它向西北移動，但由於西風增強，它短暫轉向東北移動。然而，它很快又恢復其西北路徑。菲律賓海上空的低壓槽增加低氣壓的外流，其對流變得更有組織。6月29日早上，日本氣象廳將低氣壓升格為熱帶風暴威馬遜。在向西北移動時，其環流最初仍然廣闊且混亂，並位於氣旋對流的東側。然而，威馬遜逐漸增強，並在7月1日發展出風眼。當天，日本氣象廳和聯合颱風警報中心將位於菲律賓呂宋以東約930公里處的風暴升格為颱風。颱風繼續增強，並形成具有清晰雨帶的同心眼牆。7月2日下午3時，日本氣象廳估計其最高10分鐘持續風速為每小時155公里。7月3日早上，聯合颱風警報中心（估計其1分鐘持續風速為每小時205公里，當時威馬遜位於沖繩島東南偏南約350公里，或臺灣東南方約510公里。
在達到最高強度時，威馬遜繞過東側的副熱帶高壓脊轉向北移動，並在7月3日早上吹襲擊日本宮古島。中国大陸上空的靜止低壓槽使颱風西緣的對流有所減弱，風眼的組織性逐漸轉差。7月4日，威馬遜開始減弱，到7月5日凌晨0時，它以颱風的最低標準在上海市東北偏東約280公里處掠過。此後不久，威馬遜減弱為熱帶風暴。一道向風暴靠近的低壓槽使其加速向東北方移動，對流有所減弱，並使環流暴露在外。7月5日晚上10時左右，威馬遜在大韓民國瑞山市以南登陸，即該國首都首爾西南約70公里處。聯合颱風警報中心估計其登陸強度約為每小時65公里。風暴很快便橫過該國，儘管聯合颱風警報中心認為威馬遜已於7月6日早上在該國上空消散，日本氣象廳繼續追蹤該風暴，而它向繼續東北方移動，並在當天中午12時宣布風暴已轉變成溫帶氣旋。7月8日早上，日本氣象廳報導稱威馬遜的殘留已在海參崴以南消散。

## 防災措施及影響

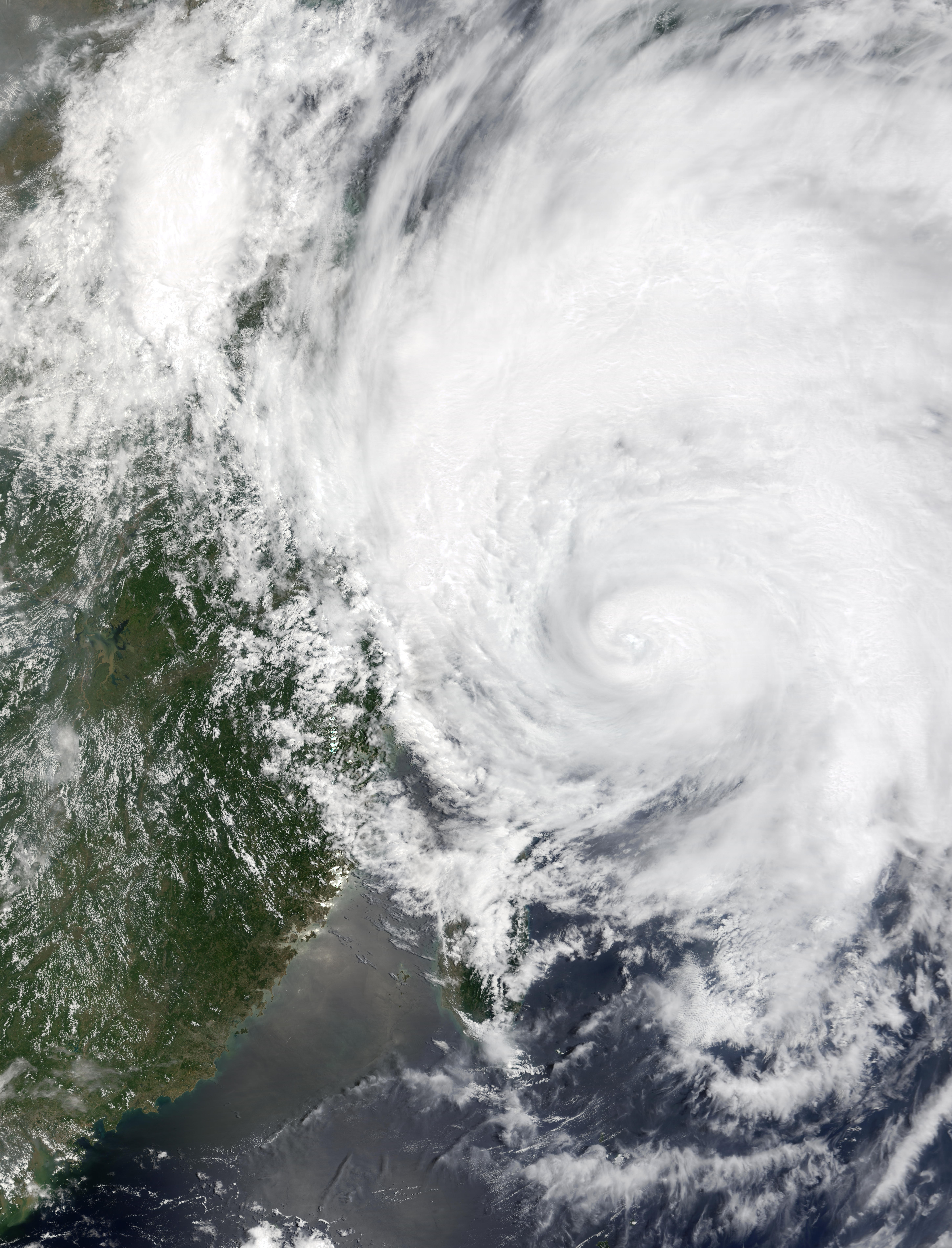
7月4日，位於東海的颱風威馬遜

隨著威馬遜遠離菲律賓，它使季候風有所增強並產生降雨和水災。。隨後的風暴也使季候風有所增強，再加上颱風查特安、強烈熱帶風暴娜基莉和颱風夏浪的影響, 在菲律賓已造成85人死亡、45人受傷。該國的總損失達1,030萬美元（5.22億披索，2002年）。
颱風影響臺灣前，臺北市居民準備沙包，總統陳水扁下令軍隊待命協助颱風善後。臺灣交通部中央氣象局在7月2日發布海上颱風警報，促使官員取消渡輪服務並限制墾丁國家公園的水上活動。長期乾旱導致兩個月限水後，颱風在該國帶來降雨量。在苗栗縣，威馬遜的降雨量達681毫米，為全島最高。降雨導致兩條村莊發生山泥傾瀉，但損失較少。7月4日，全島解除限水，但臺北市除外；一天後，在確定翡翠水庫和石門水庫達到滿載水位後，該市的限制亦被取消。
與臺灣之前的亁旱情況相反，华东地区的降雨量高於正常水平，當威馬遜靠近該區時，許多水庫已接近滿載。與華東沿海平行移動的威馬遜給宁波市帶來高達225毫米的強降雨，浙江省東部的最高陣風達到時速165公里。官員取消從上海浦东国际机场出發或抵達的200個航班。強風摧毀上海市的一個農民工村，造成五人死亡。強風摧毀一座正在建設的建築，造成44人受傷。在崇明县，一名女子被風吹倒的牆壓倒而身亡。威馬遜導致樹木倒塌並導致該地區停電，風暴引發的水災迫使2,700多人撤離。大風給浙江省農業和水產養殖造成約8,500萬美元的損失；然而，由於風暴仍在海上，造成的損失低於預期。
颱風吹襲日本的宮古島，在眼牆產生的最高陣風為每小時169公里，持續風速為每小時93公里。據報導，沖繩島附近也出現類似的強風，風速達到時速90公里。颱風引發的巨浪造成兩名美國海軍水手死亡。在沖繩縣，威馬遜造成約10,000所房屋停電。該國兩人受傷，其中一人重傷。日本九州宮崎縣的一個氣象站報告與威馬遜相關的最高降雨量，總計290毫米。該國一棟房屋因颱風受損，至少有一宗關於山泥傾瀉的報告。該國農作物損失總計440萬美元（8.96億日圓，2002年）。風暴的威脅促使官員取消61架飛機航班。
颱風威馬遜掠過大韓民國南面近海島嶼——济州岛以西不遠處，降雨量超過300毫米。巨浪導致島上一人死亡，官員限制民眾進入漢拏山和所有公園。七艘船受損，島上多條道路被淹。在威馬遜吹襲擊大韓民國本土之前，航空公司官員取消167個航班。本土地區已有3人死亡，其中包括一名在水災中遇溺身亡的男孩。該國損失總計950萬美元，其中大部分是財產損失；水稻作物也受到損害。降雨延伸至鄰國朝鲜民主主义人民共和国，水稻和玉米受損。隨後，威馬遜在短短兩天內就給滨海边疆区部分地區帶來月平均降雨量，導致道路和河道水浸。

## 外部連結
- 日本氣象廳有關颱風威馬遜（0205）的一般資訊（页面存档备份，存于），取自數位颱風網 （英語）
- 日本氣象廳有關颱風威馬遜（0205）的最佳路徑數據（页面存档备份，存于） （日語）
- 日本氣象廳有關颱風威馬遜（0205）的最佳路徑數據（圖像）（页面存档备份，存于） （英語）
- 日本氣象廳的最佳路徑數據（文本）（页面存档备份，存于） （英語）
- 聯合颱風警報中心有關第九號颱風（威馬遜）的最佳路徑數據（页面存档备份，存于） （英語）
- 美國海軍研究實驗室有關09W.威馬遜（页面存档备份，存于） （英語）